# Dixit (jeu)
Pour les articles homonymes, voir Dixit.
Dixit est un jeu de société créé en 2008 par Jean-Louis Roubira et illustré par Marie Cardouat. Régis Bonnessée a participé à sa création et sa société Libellud édite le jeu. En mars 2010 est sortie la première extension du jeu qui propose 84 cartes supplémentaires.
En juin 2010, le jeu est devenu le premier jeu de l'année en Allemagne dont l'auteur et l'éditeur sont français.

## Règles de lapartie de base

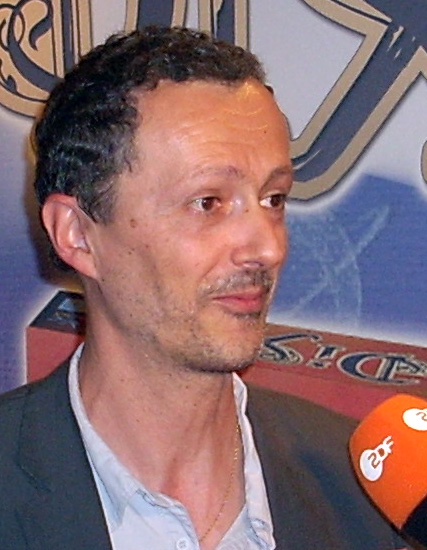
Jean-Louis Roubira, auteur du jeu (2010).

Le jeu est composé de 84 cartes illustrées et sans texte, toutes strictement différentes. L'extension Dixit 2 permet de jouer avec un total de 168 cartes. À noter qu'il existe des règles différentes pour la Dixy party (minimum 6 joueurs) ainsi que pour le jeu en équipe (3, 4, 5 ou 6).
On distribue six (sept à 3 joueurs) cartes à chaque joueur.
Le jeu se décompose ensuite en trois phases :
La phrase du conteur
À chaque tour, l'un des joueurs est conteur, c'est-à-dire que c'est lui qui va lancer une phrase en rapport avec l'une de ses six cartes (sept à 3 joueurs). Il pose ensuite sa carte face cachée sur la table, et les autres joueurs doivent trouver parmi leurs propres cartes une illustration (deux à 3 joueurs) qui leur fait penser à la phrase énoncée par le conteur, puis la poser également sur la table face cachée.
Le conteur ramasse ensuite toutes les cartes, les mélange et les étale face visible les unes à côté des autres.
Le vote
Le but du jeu est maintenant pour chaque joueur (hormis le conteur) de retrouver la carte que le conteur a posée. Ils disposent pour cela de jetons de vote. Ils choisissent le jeton correspondant à la carte qu'ils pensent être la bonne, et le posent face cachée sur la table. Lorsque tout le monde a voté, on retourne les jetons et on résout le vote.
Remarque : à 7 joueurs et plus, chaque joueur peut éventuellement voter pour une deuxième image - en utilisant pour cela son second jeton - s'il veut augmenter ses chances de réussite.
Décompte des points
- Si tous les joueurs retrouvent l'image du conteur, on considère que son énigme était trop facile. Le conteur ne marque aucun point et tous les autres joueurs marquent deux points.
- Si aucun joueur ne trouve la bonne image, c'est que l'énigme était trop difficile. Le conteur ne marque pas et les autres joueurs marquent deux points.
- Dans les autres cas, le conteur ainsi que les joueurs désignant la bonne carte marquent trois points.
- Chaque joueur ayant induit les autres en erreur, et donc reçu un ou plusieurs votes pour sa propre carte, marque un point supplémentaire par vote recueilli.

Après avoir compté les points les joueurs avancent un lapin de leur couleur sur la piste de score. Le décompte des points est toutefois différent à 7 joueurs et plus.

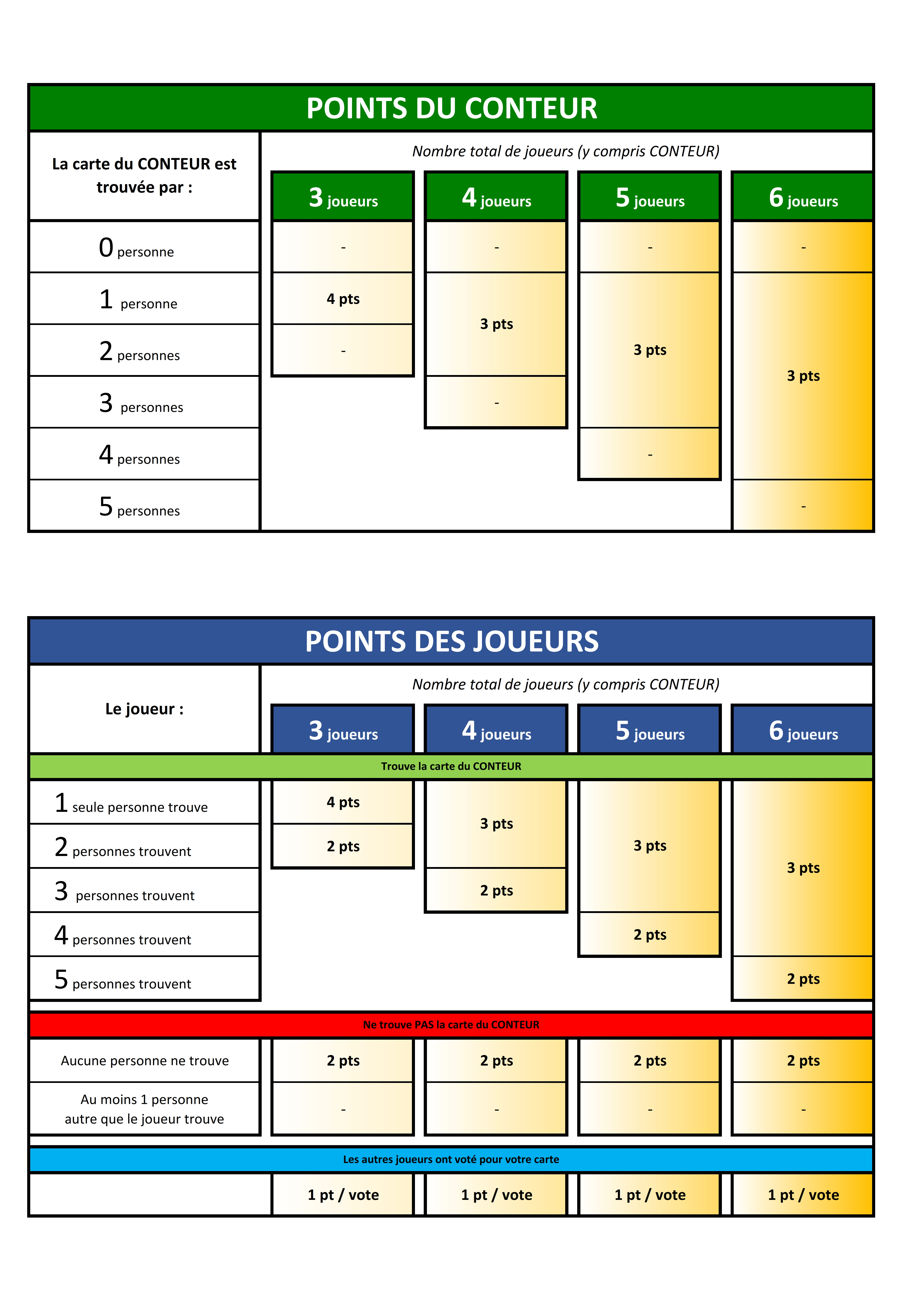

Pour le tour suivant, chaque joueur complète sa main à 6 images : Quand il n'y a plus assez d'images dans la pioche, on utilise alors les images défaussées. Le joueur suivant, à la gauche du précédent, devient le conteur et ainsi de suite dans le sens des aiguilles d'une montre pour les tours suivants. La partie se termine lorsque l'un des joueurs a atteint 30 points.

## Extensions, versions
- Une extension, nommée Dixit Quest, est sortie en 2010 : elle comprend 84 nouvelles cartes illustrées[2]. Elle est renommée Dixit Quest 2 en 2014[3].

- Une deuxième extension, nommée Dixit Odyssey, est sortie en mai 2011[4] et comprend 84 nouvelles cartes[5]. Les dessins sont illustrés par Pierô, qui a déjà illustré Ghost Stories et Mr. Jack notamment. Marie Cardouat a été chargée de la colorisation. Cette extension comprend un nouveau plateau de jeu plus pratique, des nouveaux pions plus stables, de nombreuses variantes et permet de jouer jusqu'à 12 joueurs, tout en pouvant se combiner avec le jeu original et la précédente extension.

- La version américaine du jeu, appelée Dixit Journey et sortie uniquement aux États-Unis, est la première édition de Dixit en anglais. Sortie en 2012, elle comprend 84 nouvelles cartes illustrées par Xavier Collette.

- En Europe, les cartes de Dixit Journey ont été rééditées comme étant une troisième extension, Dixit 3 - Journey [6],[7]

- Une autre version de Dixit nommée Dixit Jinx a vu le jour en mars 2012[8], réalisée par Josep Maria Allué et illustré par Dominique Ehrhard toujours sous le label Libellud. Les illustrations des cartes sont abstraites et la phase de vote se joue au plus rapide.

- En 2013, c'est une extension nommée Dixit 4 - Origins qui voit le jour. Elle contient 84 nouvelles cartes illustrées par Clément Lefèvre[9] et nécessite le matériel d'un Dixit normal pour pouvoir être jouée.

- En 2014, l'extension Dixit 5 - Daydreams illustrée par Franck Dion propose 84 nouvelles cartes[10]. Le jeu de base et les 4 premières extensions sont réédités, chacune des extensions avec un sous-titre[11]: Dixit Quest, Dixit Odyssey, Dixit Journey et Dixit Origins donc.

- En 2015, l'extension Dixit 6 - Memories voit le jour, illustrée par Carine Hinder et Jérôme Pélissier, cette extension ajoute 84 nouvelles cartes au jeu de base[12].
- En octobre 2016 sort l'extension Dixit 7 - Révélations, illustrée par Marina Coudray. Elle comporte 84 nouvelles cartes dont 21 sont dorées[13].
- En octobre 2017 paraît l'extension Dixit 8 - Harmonies, dessinée par l'illustrateur Paul Echegoyen, comprenant à nouveau 84 cartes image.
- En octobre 2018 paraît l'extension Dixit 9 - Anniversary, dessinée par tous les illustrateurs des éditions précédentes pour célébrer les dix ans de Dixit, comprenant à nouveau 84 cartes image.
- En octobre 2020 paraît l'extension Dixit 10 - Mirrors, dessinée par l'illustrateur Sébastien Telleschi, comprenant à nouveau 84 cartes image.

## Récompenses

### Dixit (jeu de base)
- As d'or Jeu de l'année  2009
- Trophée Flip ambiance 2009
- Trophée Flip Super trophée 2009
- Chamboultou d'argent 2009 (France, festival d'Ussel)
- Jeu de l'année 2009 (Espagne),
- Prix du public 2009 (Espagne, festival des jeux de Cordoue),
- Lys Grand Public 2009 (Québec, Les Trois Lys),
- Meilleur jeu d'initiation 2009 (Portugal),
- Joker 2009 du meilleur jeu familial (Belgique),
- Tric Trac de Bronze 2009 (France),
- International Gamers Awards Best New Party Game 2010
- Finaliste jeu de l'année 2010 (Pologne),
- Spiel des Jahres  2010
- Spiel der Spiele 2010 du meilleur jeu familial (Autriche),
- Parent's Choice Approved Seal 2011[14] (États-Unis),
- 6e prix à la Voters' Selection du Japan Bordgame Prize 2011 (Japon) [15]

### Dixit Odyssey
- Prix du jury du jeu de l'année 2011 au Danemark[16],
- 2011 Golden Geek Best Party Board Game Winner.